# Testigo
En su acepción más amplia, testigo es aquella persona que es capaz de dar fe de un acontecimiento por tener conocimiento del mismo.
Un testigo puede ser obligado a prestar declaración ante un tribunal, un gran jurado, un tribunal administrativo, un funcionario encargado de tomar declaraciones o en otros procedimientos judiciales. Una citación es un documento legal que ordena a una persona comparecer en un procedimiento. Se utiliza para obligar al testimonio de un testigo en un juicio. Normalmente, puede ser emitido por un juez o por el abogado que representa al demandante o al demandado en un juicio civil o por el fiscal o el abogado defensor en un proceso penal, o por un organismo gubernamental. En muchas jurisdiccioness, es obligatorio cumplir la citación y prestar juramento o afirmar solemnemente que se testificará verazmente bajo pena de perjurio.
Aunque informalmente un testigo incluye a cualquiera que haya percibido el hecho, en derecho, un testigo es diferente de un informante. Un informante confidencial es alguien que afirma haber presenciado un suceso o tener información de oídas, pero cuya identidad se oculta al menos a una de las partes (normalmente el acusado penal).  La información del informante confidencial puede haber sido utilizada por un agente de policía u otro funcionario que actúe como testigo de oídas para obtener una orden de registro.

## Testigo en el derecho procesal
En Derecho, el testigo es una figura procesal. Es la persona que declara ante un tribunal sobre hechos que conoce y que son considerados relevantes por alguno de los litigantes para la resolución del asunto objeto de controversia. Dicha declaración recibe el nombre de testimonio. Este medio de prueba existe tanto en materia civil como en materia penal, aunque la respectiva reglamentación suele ser diferente.
El testigo puede ser presencial o no presencial (aquel que declara sobre algo que ha oído o le han contado). 
El testimonio es una de las distintas pruebas que pueden proponerse en un juicio. Su validez depende de la credibilidad del testigo, que a su vez depende de una serie de factores como la afinidad o enemistad que pueda tener con alguna de las partes.
Un caso especial es el del perito, que en algunos regímenes (y en especial en los sistemas basados en el common law anglosajón) se considera un testigo de categoría particular. En otros ordenamientos el perito no se considera un testigo, sino que es una figura distinta y con otro tratamiento. Entre otras diferencias, el trabajo del perito suele ser remunerado.

### Juramento y responsabilidad
Normalmente el testigo es sometido a juramento o promesa de decir la verdad. En algunos regímenes (sobre todo del common law) esto da origen a responsabilidad criminal basada en que la declaración falsa se tipifica como delito de perjurio. En otros regímenes (como en España y la mayoría de los países latinoamericanos) existe como figura autónoma el delito de falso testimonio. Por lo general, esta responsabilidad penal depende de la "falsedad subjetiva": el criterio que la determina es la incongruencia entre lo que el testigo declara y lo que sabe o le consta, y no una incongruencia entre lo declarado y la verdad objetiva.
El testimonio suele ser obligatorio, salvo cuando median ciertas relaciones de parentesco y cuando existen prohibiciones o dispensas establecidas por la ley (por ejemplo, el secreto profesional).
Las partes en un juicio pueden tener un régimen especial en cuanto a la obligación de prestar testimonio. Por ejemplo, en muchos ordenamientos jurídicos las partes (y el acusado en el proceso penal) no están obligadas a prestar testimonio, o a hacerlo bajo juramento, o bien su declaración se considera un medio de prueba diferente.

### Requisitos
No existen unos requisitos específicos que permitan ser o no ser testigo en un juicio. Por el contrario, cada ordenamiento jurídico regula en su Derecho procesal las características que debe de tener la persona para ser testigo en juicio.
Por ello existen países en donde cualquier persona con capacidad de contar lo visto u oído puede ser testigo, mientras que en otros se limita dicha posibilidad, principalmente a los menores de edad y a los incapaces, con idea de buscar su protección, y teniendo en cuenta que por sus características son testigos objetivamente menos fiables.

## La memoria en testigos
El sistema legal tradicionalmente ha sostenido de manera errónea que la memoria almacena la información percibida de manera precisa, sin embargo, esta creencia es errónea.
La precisión de la información proporcionada por un testigo que se encuentra presente durante un juicio penal no es absolutamente certera, dado que diversos factores pueden afectar la memoria del testigo y, por consiguiente, la confiabilidad de su declaración
Algunos factores relacionados con las características del suceso: 
- Luminosidad → Cuanto más oscuro esté el escenario del crimen, peor recuerdo.
- Distancia → Cuanto más lejos ocurriera, más distorsión.
- Duración del incidente → Cuanto menos dure, peor se recuerda.

Relacionado con las propias características de la persona:  
- Haber tomado drogas o alcohol → En España no se admiten los testimonios bajo la influencia de alguna de ellas.
- Expectativas del sujeto → Cuando el contexto es familiar se recuerda mejor.
- Prejuicios → Los estereotipos alteran la percepción de los hechos, o el reconocimiento del culpable.
- Género → algunos estudios han encontrado diferencias en la capacidad de los hombres y mujeres para identificar caras, en el sentido de que estas últimas serían más hábiles identificando rostros (Rehnman y Herlitz, 2007). Los estudios muestran una mayor facilidad de las mujeres para identificar a otras mujeres.
- Patrones atencionales → Las mujeres y los hombres suelen fijarse en detalles diferentes.
- Nivel de estrés → Por ejemplo, se da una focalización en el arma obviando el resto de información debido a la amenaza que representa. También puede ocurrir que se recuerden las sensaciones, pero no tanto los hechos exactos
- Testigos infantiles → Los menores se ven más afectados por la presión y el estrés de la situación y tienden a señalar en una rueda de reconocimiento más que los adultos, lo que les lleva a más falsas identificaciones cuando el autor no está presente en la rueda. En cualquier caso, hay que considerar la edad y el desarrollo cognitivo de cada niño en particular
- Vejez → Searcy, Barlett y Memon (1999) concluyen que los ancianos suelen cometer más falsas alarmas que los jóvenes. Los errores en la identificación cometidos por los ancianos se deberían a un déficit perceptivo, ya que en la medida en que se controlan sus problemas perceptivos, su rendimiento no difiere del de los jóvenes.
- Identificación de personas de otra raza → es más sencillo reconocer caras de la propia raza

Memoria y emoción: 
En la exactitud de los testimonios influyen los hechos traumáticos con alta carga emocional, ya que afectan a la codificación en la memoria. Los componentes emocionales de un evento pueden disminuir la precisión de éste debido a la reducción que sufre la atención hacia ciertos elementos.
En general, se ha establecido que las memorias sobre sucesos traumáticos que generan intenso miedo, en los que la persona puede llegar a ver peligrar su vida, se caracterizan por su poca exactitud para los detalles periféricos y una memoria clara y exacta para los detalles centrales del suceso
Falsas memorias: 
El término falsas memorias se refiere al hecho de recordar eventos o informaciones que no sucedieron nunca, o que no se experimentaron de la forma en la que se cree (Mendes Olivera, et al., 2018).
Se pueden destacar dos tipos de falsas memorias: implantadas y espontáneas. Mientras que las falsas memorias implantadas son recuerdos creados por la influencia de información de fuentes externas, las falsas memorias espontáneas ocurren de forma automática, son alteraciones producidas por el propio funcionamiento habitual de la memoria (Mojardín-Heráldez, 2008).

## Fiabilidad
El testimonio de los testigos oculares se presume generalmente más fiable que las pruebas circunstanciales. Sin embargo, los estudios han demostrado que el testimonio de los testigos individuales, por separado, a menudo es defectuoso, y partes de él pueden carecer de sentido. Eso puede ocurrir debido a fallos en la identificación de testigos oculares (como la observación y el recuerdo defectuosos, o la parcialidad) o porque un testigo miente. Si varias personas presencian un delito, es probatorio buscar similitudes en sus descripciones colectivas para corroborar los hechos de un evento, pero tener en cuenta los contrastes entre las descripciones individuales. La identificación de los testigos siempre puede ayudar a los detectives a hacerse una idea general del aspecto del delincuente, pero nunca deben hacer girar el caso en torno a eso porque puede ser muy engañoso La psicología de la identificación de los testigos oculares puede convencer a alguien de que le está atacando una persona, pero en realidad, las pruebas de ADN demuestran que se trata de una persona completamente diferente.
Un estudio incluyó un experimento en el que los sujetos actuaron como jurado en un caso criminal. Los miembros del jurado escucharon una descripción de un robo-asesinato, un argumento de la acusación y luego un argumento de la defensa. Algunos jurados sólo escucharon pruebas circunstanciales; otros escucharon a un secretario que decía identificar al acusado. En el primer caso, el 18% encontró al acusado culpable, pero en el segundo caso, el 72% encontró al acusado culpable (Loftus 1988).
Las ruedas de reconocimiento de la policía, en las que el testigo ocular elige a un sospechoso de entre un grupo de personas en la comisaría, suelen ser muy sugestivas y dan la falsa impresión de que el testigo recuerda al sospechoso. En otro estudio, los estudiantes observaron un crimen escenificado. Una hora después revisaron las fotos. Una semana más tarde se les pidió que eligieran al sospechoso en una rueda de reconocimiento. El 8% de las personas en las alineaciones fueron identificadas erróneamente como criminales. El 20% de las personas inocentes cuyas fotografías se incluyeron fueron identificadas erróneamente (Universidad de Nebraska 1977).
Los efectos de focalización en el arma en los que la presencia de un arma perjudica la memoria para los detalles circundantes también es un problema.
Otro estudio analizó 65 casos de "condenas penales erróneas de personas inocentes". En el 45% de los casos, los responsables fueron los errores de los testigos oculares.
El estudio formal de la memoria de los testigos oculares suele realizarse dentro de la categoría más amplia de procesos cognitivos, las diferentes formas en que damos sentido al mundo que nos rodea. Esto se hace empleando las habilidades mentales de las que disponemos, como el pensamiento, la percepción, la memoria, la conciencia, el razonamiento y el juicio. Aunque los procesos cognitivos sólo pueden inferirse y no pueden verse directamente, todos ellos tienen implicaciones prácticas muy importantes en un contexto jurídico.
Si se acepta que la forma en que las personas piensan, perciben, razonan y juzgan no siempre es perfecta, resulta más fácil entender por qué los psicólogos estudian los procesos cognitivos y los factores que influyen en ellos en materia de derecho, siendo una de ellas las graves implicaciones que esta imperfección puede tener dentro del sistema de justicia penal.
El estudio de la memoria de los testigos ha dominado el ámbito de la investigación. Como señalan Huff y Rattner, el factor más importante que contribuye a la condena errónea es la identificación errónea de los testigos oculares.

## Credibilidad
Un testigo creíble es una persona que actúa como testigo, incluso dando testimonio en tribunal, cuyo testimonio se percibe como veraz y creíble. Otros testigos pueden ser percibidos como menos creíbles, o no tener credibilidad. La evaluación de la credibilidad se hace de cada testigo, y no se ve afectada por el número de testigos que declaran. Varios factores afectan a la credibilidad de los testigos. En general, los testigos son percibidos como más creíbles cuando se les percibe como más precisos y menos sugestionables.
En common law, el término podía utilizarse en relación con la prestación de testimonio, o para la atestiguación de documentos. En el moderno derecho inglés, un testigo creíble es aquel que no "habla de oídas". En el derecho escocés, un testigo creíble es aquel "cuya credibilidad se recomienda al magistrado que lo preside... la fiabilidad" del cual es buena.

### Testigos de testamentos y documentos
Para dar sentido o existencia a ciertos tipos de documentos legales es necesario recurrir a testigos creíbles. Por ejemplo, en la mayoría de las jurisdicciones de derecho consuetudinario, al menos dos testigos deben firmar un testamento para verificar que fue ejecutado por el testador.  En el derecho canadiense, un testigo creíble de un testamento significa un testigo que no está incapacitado por deficiencia mental, conflicto de intereses o delito.